# Mercaptopurine
Mercaptopurine (6-MP), được bán dưới tên thương hiệu Purinethol trong số những người khác, là một loại thuốc được sử dụng cho các bệnh ung thư và tự miễn dịch. Cụ thể nó được sử dụng để điều trị bệnh bạch cầu tăng lympho bào cấp tính (ALL), bệnh bạch cầu myeloid mãn tính (CML), bệnh Crohn và bệnh viêm loét đại tràng. 
Nó thường được sử dụng với methotrexate. Thuốc dùng bằng cách uống.
Các tác dụng phụ thường gặp bao gồm ức chế tủy xương, nhiễm độc gan, nôn mửa và chán ăn. Các tác dụng phụ nghiêm trọng khác bao gồm tăng nguy cơ ung thư và viêm tụy trong tương lai. Những người bị thiếu hụt di truyền trong thiopurine S-methyltransferase có nguy cơ cao hơn về tác dụng phụ. [1] Sử dụng trong thai kỳ có thể gây hại cho em bé. Mercaptopurine nằm trong nhóm thuốc thiopurine và antimetabolite.
Mercaptopurine đã được phê duyệt để sử dụng y tế tại Hoa Kỳ vào năm 1953. Nó nằm trong Danh sách các loại thuốc thiết yếu của Tổ chức Y tế Thế giới, các loại thuốc hiệu quả và an toàn nhất cần thiết trong một hệ thống y tế. Chi phí bán buôn ở các nước đang phát triển là khoảng 18,42 - 200,16 USD / tháng. Tại Vương quốc Anh, chi phí cho NHS khoảng 121,13 pao mỗi tháng. [2] Tại Hoa Kỳ, chi phí bán buôn là khoảng 99,16 USD mỗi tháng tính đến năm 2016.

## Sử dụng y tế
Nó được sử dụng để điều trị bệnh bạch cầu cấp tính lymphocytic, bệnh Crohn và viêm loét đại tràng.

## Tác dụng phụ
Một số phản ứng bất lợi của việc dùng mercaptopurine có thể bao gồm tiêu chảy, buồn nôn, nôn, chán ăn, mệt mỏi, đau bụng / bụng, yếu, da [nổi mẩn đỏ], sẫm màu da, và rụng tóc. Phản ứng bất lợi nghiêm trọng bao gồm lở loét miệng, sốt, đau họng, dễ bầm tím hoặc chảy máu, xác định các đốm đỏ trên da, vàng mắt hoặc da, tối nước tiểu và đi tiểu đau hoặc khó. Các tác dụng phụ nghiêm trọng khác bao gồm đen hoặc hắc ín phân melena), phân đẫm máu, và đẫm máu nước tiểu.
Các triệu chứng của phản ứng dị ứng với mercaptopurine bao gồm phát ban, ngứa, sưng, chóng mặt, rối loạn thở và [[viêm tụy] tuyến tụy]].
Trong một số trường hợp, mercaptopurine có thể ức chế sự sản xuất tế bào máu, cả bạch cầu và hồng cầu. Nó có thể gây độc cho tủy xương. Số lượng máu hàng quý là cần thiết cho những người trên mercaptopurine. Mọi người nên ngưng dùng thuốc ít nhất là tạm thời trong khi cân nhắc việc điều trị thay thế nếu có số lượng bạch cầu lớn bất thường không giải thích được, hoặc bất kỳ số lượng máu nào khác.
Độc tính của mercaptopurine có thể được liên kết với đa hình di truyền trong thiopurine S-methyltransferase (TPMT), nudix hydrolase 15(NUDT15), và inosine triphosphate pyrophosphatase (ITPA). Những người có biến thể alen cụ thể sẽ yêu cầu điều chỉnh liều, đặc biệt là đối với những người có kiểu gen đồng hợp tử. Sự khác biệt lớn về TPMT và NUDT15 giữa các dân tộc về tần số alen biến thể cần được xem xét trong thực hành lâm sàng. Người da trắng với một alen biến thể của gen ITPA, có tỷ lệ giảm bạch cầu do sốt cao hơn so với những người thuộc các nhóm dân tộc khác, do sự khác biệt về tần số alen trong dân tộc.